# Mitten im Leben (Comedyserie)
Mitten im Leben ist eine deutsche Comedyserie, die von einer Patchworkfamilie handelt. Die von der Radical Comedy! GmbH im Auftrag von RTL produzierte Serie wurde im Jahr 2007 regelmäßig auf RTL freitags um 21:15 Uhr ausgestrahlt. 

## Hintergrund
Anfang November 2006 begannen die Dreharbeiten für Mitten im Leben. Gedreht wurde unter anderem in Adlershof, Berlin und Potsdam.
Bis Anfang 2007 wurde eine Pilotfolge sowie acht weitere Folgen gedreht.

## Handlung
In der Serie geht es um die Patchworkfamilie Krüger und deren Alltag. Die Familienmitglieder sind ein Gymnasiallehrer namens Alex, seine Freundin Bea, eine Reporterin, und vier Kinder namens Jule, Pit, Anna und Lena. Jule, 15, ist die älteste aller Kinder und wird als attraktiver Teenager dargestellt. Ihre zwei Jahre jüngere Schwester Anna ist intelligent. Pit, der Sohn von Alex, verbringt viel Zeit mit Computerspielen und befindet sich wie seine beiden Schwestern in der Pubertät. Das jüngste Mitglied der Familie ist die sechsjährige Lena. Im Gegensatz zu ihren Geschwistern hat sie ein enges Verhältnis zu Alex.
Als Nebendarsteller spielt der beste Freund von Alex, Oli eine größere Rolle. Er ist alleinstehend und vermachte Alex die Stelle an der Schule, an der er ebenfalls noch tätig ist. Die Schuldirektorin Frau Rangold ist gleichzeitig seine Nachbarin. Nur in der Folge Krumme Sachen wird ihr Name erwähnt. Alex und Bea werden Tag und Nacht von den Kindern auf Trab gehalten, worunter ihr Liebesleben leidet.

## Episodenliste
| Folge | Titel              | Erstausstrahlung (Deutschland, RTL) |
| ----- | ------------------ | ----------------------------------- |
| 1     | Alex packt aus     | 27. April 2007                      |
| 2     | Die Kündigung      | 4. Mai 2007                         |
| 3     | Der doppelte Vater | 11. Mai 2007                        |
| 4     | Krumme Sachen      | 18. Mai 2007                        |
| 5     | Der Rivale         | 25. Mai 2007                        |
| 6     | Der Untermieter    | 1. Juni 2007                        |
| 7     | Dick aufgetragen   | 8. Juni 2007                        |
| 8     | Der Lustfrust      | 15. Juni 2007                       |
| 9     | Der Lochfraß       | 22. Juni 2007                       |

## Einschaltquoten
Nachdem die Einschaltquoten fielen, wurde die Ausstrahlung ab Mitte Juni 2007 um etwa eine Stunde verschoben und erst gegen 22:30 Uhr ausgestrahlt. Eine unvollständige Auflistung gemessener Einschaltquoten und Marktanteile veranschaulicht folgende Tabelle:
| Datum          | Zuschauer | Zuschauer       | Marktanteil | Marktanteil     | Quellen |
| Datum          | Gesamt    | 14 bis 49 Jahre | Marktanteil | Marktanteil     | Quellen |
| Datum          | Gesamt    | 14 bis 49 Jahre | Gesamt      | 14 bis 49 Jahre | Quellen |
| -------------- | --------- | --------------- | ----------- | --------------- | ------- |
| 27. April 2007 | 2,64 Mio. | 1,24 Mio.       | 9,9 %       | 12,7 %          | [ 3 ]   |
| 4. Mai 2007    | 2,48 Mio. | 1,12 Mio.       | 8,7 %       | 10,4 %          | [ 4 ]   |
| 11. Mai 2007   | 1,99 Mio. | 1,04 Mio.       | 6,7 %       | 9,4 %           | [ 5 ]   |
| 1. Juni 2007   | 1,82 Mio. | –               | 6,5 %       | 9,5 %           | [ 6 ]   |
| 8. Juni 2007   | 2,05 Mio. | –               | 8,5 %       | 12,9 %          | [ 7 ]   |